# Erasistratos
Erasistratos (ca 304 – 250 f.Kr), var en grekisk läkare och anatom, verksam i Alexandria i Egypten.
Erasistratos var född i Iulis men bedrev vetenskapliga medicinska studier vid det stora lärocentret Museion i det antika Alexandria. Särskilt kända är hans anatomistudier, grundade på de första kända dissektionerna av människokroppar, vilka han gjorde tillsammans med sin äldre och mer kände kollega Herophilos (anatomins fader).

## Upptäckter
Erasistratos beskrivningar av nervsystemet var till och med mer detaljerade än de hans kollega och rival Herophilos gjort. Erasistratos skiljer på stora och lilla hjärnan, hävdade att alla nerver utgår från hjärnan och kunde skilja på olika typer av nerver. Han avfärdade också Aristoteles teorier om att "luftandar" transporterades i ihåliga nerver och fastslog att nerver inte är ihåliga.

## En anekdot

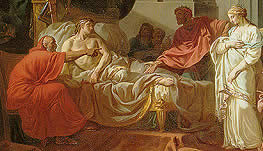
Erasistratos upptäcker orsaken till Antiochus sjukdom av Jacques-Louis David 1774.

Det har berättats att Erasistratos inkallades, efter att andra läkare misslyckats, för att bota Antiochos, son till kungen av Syrien Seleukus I Nicator. När Erasistratos undersökte patienten kom en av den åldrade kungens unga hustrur, Stratonice, in i rummet. Erasistratos noterade att patientens puls då blev hastigare och att hans kinder rodnade och när han, med kungens tillstånd efter Erasistratos rekommendation, fick gifta sig med Stratonice var den "kärlekskranke" patienten botad.
Händelsen har illustrerats av Jacques-Louis David i oljemålningen Erasistratos upptäcker orsaken till Antiochus sjukdom.

## Källmaterial
Liksom för flera andra av de vetenskapliga arbeten som skrivits i Museion känner vi dessa huvudsakligen genom citat i senare källor, beträffande medicin främst i skrifter av Aulus Cornelius Celsus och Galenos. Det stora biblioteket i Alexandria förstördes redan under de första århundradena e.Kr.